# Mitchells Corner
Mitchells Corner – obszar niemunicypalny w Kern County, w Kalifornii (Stany Zjednoczone), na wysokości 141 m.